# Maria Dolors Millat
Maria Dolors Millat Llusà (Sort, 29 de maig de 1953) és una escriptora, poeta i docent. Llicenciada en història antiga per la Universitat de Barcelona. El 1987 va marxar a viure a Montréal, on va entrar en contacte amb els tallers d'escriptura creativa. Les obres sobre la temàtica de teoria d'escriptura literària, les ha signades amb el pseudònim de Lola Sabarich. L'any 1993 va fundar l'Aula de Lletres, la primera escola d'escriptura de Catalunya que posteriorment esdevindria l'Escola d'Escriptura de l'Ateneu Barcelonès, de la qual va ser cap d'estudis durant quatre anys. Posteriorment, va fundar i dirigir la Escuela de escritores Alonso Quijano a la Manxa.

## Obres

### Poesia
- Lunas de arena (Barcelona: Meteora), 2007 ISBN 978-84-9562-355-3
- Al batec de la terra (Barcelona: Meteora), 2007 ISBN 978-84-9562-379-9

### Novel·la
- Quirat i mig (Barcelona: Edicions del 1984), 2012 ISBN 978-84-9244-075-7
- Terra inhòspita: Barcelona 2048 (Barcelona: Periscopi), 2013 ISBN 978-84-9404-907-1
- La filla del Nord (Barcelona: Proa) 2016 ISBN 9788475886183

### Manuals d'escriptura literària
- Sota el pseudònim de Lola Sabarich:
- Cómo mejorar un texto literario: un manual práctico para dominar las técnicas básicas de la narración, (Barcelona : Alba), 2001. ISBN 84-8428-115-9
- El Oficio de escritor: todos los pasos desde el papel en blanco a la mesa del editor, (Barcelona : Alba), 2000. ISBN 978-84-8428-033-0